# 多線盤鮈
多線盤鮈（学名：Discogobio multilineatus）为輻鰭魚綱鯉形目鲤科盤鮈屬的其中一种。该物种分布于亞洲中国廣西壯族自治區的紅河流域，體長可達7.4公分。